# Ligue des champions d'Asie de basket-ball
La Ligue des champions d'Asie (Basketball Champions League Asia), anciennement dénommée Coupe d'Asie des clubs champions de basket-ball est une compétition annuelle masculine de basket-ball entre les meilleurs clubs du continent asiatique. Elle est organisée par la FIBA Asie. Il s'agit de la plus haute compétition de clubs de basket-ball en Asie.
Lancée en 1981 sous le nom de Championnat d'Asie des clubs de basket-ball, la compétition a été rebaptisée Coupe des champions d'Asie de la FIBA en 2004. En 2024, le tournoi a été rebaptisé Ligue des champions de basket-ball d'Asie. Riyadi Club Beyrouth et Club Sagesse du Liban sont les équipes les plus titrées de l'histoire de la compétition, avec trois championnats chacune. Les clubs libanais et iraniens ont remporté le plus de titres, avec un total de six pour chacun des clubs de ces pays.

## Histoire

### Les débuts (1981-1984)
La compétition a été organisée pour la première fois par la Confédération asiatique de basket-ball en 1981, lors du tournoi inaugural organisé à Hong Kong. Entre le 25 mars et le 8 avril 1981, à Hong Kong, Nippon Kokan du Japon, Bayi Rockets de Chine, Apcor Basket des Philippines, Industry Bank de Corée du Sud, Kwan On de Hong Kong, SIA de Singapour, PKN Selangor de Malaisie et Ohod d'Arabie saoudite, se sont affrontés dans un tournoi pour déterminer la meilleure équipe asiatique. L'équipe chinoise Bayi Rockets est devenue la première à être couronnée championne d'Asie en remportant les sept matchs de cette première édition.
Trois ans plus tard, en 1984, la deuxième édition de la compétition a eu lieu, cette fois avec 13 équipes d'autant de nations participantes, avec l'équipe philippine Northern Cement battant les champions en titre Bayi Rockets en finale, sur le score de 82-56. Tandis que quatre ans plus tard, en 1988, l'équipe philippine Swift-PABL a battu l'équipe chinoise Liaoning Hunters par 84-69 pour remporter le titre lors de la troisième édition.

## Palmarès

### Par édition
| Éd.                              | Année | Lieu de la finale                     | Finale                                | Finale                                | Finale                                | Meilleur joueur                       |                     |
| Éd.                              | Année | Lieu de la finale                     | Vainqueur                             | Score                                 | Finaliste                             | Meilleur joueur                       |                     |
| -------------------------------- | ----- | ------------------------------------- | ------------------------------------- | ------------------------------------- | ------------------------------------- | ------------------------------------- | ------------------- |
| Coupe d'Asie des clubs champions |       |                                       |                                       |                                       |                                       |                                       |                     |
| 1re                              | 1981  | Hong Kong                             | Bayi Rockets                          | -                                     | Nippon Kokan                          | Non décerné                           |                     |
| 2e                               | 1984  | Ipoh                                  | Northern Cement                       | 82–56                                 | Bayi Rockets                          | Non décerné                           |                     |
| 3e                               | 1988  | Jakarta                               | Swift-PABL                            | 84–69                                 | Liaoning Hunters                      | Non décerné                           |                     |
| 4e                               | 1990  | Jakarta                               | Liaoning Hunters                      | -                                     | Bank of Korea                         | Non décerné                           |                     |
| 5e                               | 1992  | Bangkok                               | Kia Motors                            | -                                     | Liaoning Hunters                      | Non décerné                           |                     |
| 6e                               | 1995  | Kuala Lumpur                          | Andok's                               | 107–82                                | Petronas                              | Non décerné                           |                     |
| 7e                               | 1996  | Manila                                | Hapee Toothpaste                      | 77–74                                 | Isuzu Lynx                            | Non décerné                           |                     |
| 8e                               | 1997  | Jakarta                               | Regal                                 | 64–59                                 | Kia Timor                             | Non décerné                           |                     |
| 9e                               | 1998  | Kuala Lumpur                          | Beijing Hanwei                        | 71–70                                 | Regal                                 | Non décerné                           |                     |
| 10e                              | 1999  | Beyrouth                              | Sagesse                               | 84–71                                 | Liaoning Hunters                      | Non décerné                           |                     |
| 11e                              | 2000  | Beyrouth                              | Sagesse (2)                           | 55–52                                 | Al-Ittihad                            | Non décerné                           |                     |
| 12e                              | 2001  | Dubaï                                 | Al-Ittihad                            | 103–101 ap                            | Al-Rayyan                             | Non décerné                           |                     |
| 13e                              | 2002  | Kuala Lumpur                          | Al-Rayyan                             | 92–78                                 | Al-Ittihad                            | Non décerné                           |                     |
| 14e                              | 2003  | Kuala Lumpur                          | Al-Wahda                              | 96–63                                 | Al-Rayyan                             | Non décerné                           |                     |
| 15e                              | 2004  | Charjah                               | Sagesse (3)                           | 72–70                                 | Al-Wahda                              | Non décerné                           |                     |
| 16e                              | 2005  | Quezon City                           | Al-Rayyan (2)                         | 83–76                                 | Fastlink                              | Non décerné                           |                     |
| 17e                              | 2006  | Koweït                                | Fastlink                              | 94–69                                 | Al-Jalaa                              | Non décerné                           |                     |
| 18e                              | 2007  | Téhéran                               | Saba Battery Téhéran                  | 83–75                                 | Al-Jalaa                              | Non décerné                           |                     |
| 19e                              | 2008  | Koweït                                | Saba Battery Téhéran (2)              | 82–75                                 | Al-Rayyan                             | Non décerné                           |                     |
| 20e                              | 2009  | Jakarta                               | Mahram Tehran                         | 78–68                                 | Zain                                  | Non décerné                           |                     |
| 21e                              | 2010  | Doha                                  | Mahram Tehran (2)                     | 93–73                                 | Al-Rayyan                             | Non décerné                           |                     |
| 22e                              | 2011  | Pasig City                            | Riyadi Club Beyrouth                  | 91–82                                 | Mahram Tehran                         | Fadi El Khatib                        |                     |
| 23e                              | 2012  | Beyrouth                              | Aucun titre décerné                   | Aucun titre décerné                   | Aucun titre décerné                   | Aucun titre décerné                   | Aucun titre décerné |
| 24e                              | 2013  | Amman                                 | Foolad Mahan Isfahan                  | 84–74                                 | Al-Rayyan                             | Non décerné                           |                     |
| 25e                              | 2016  | Chenzhou                              | China Kashgar                         | 96–88                                 | Riyadi Club Beyrouth                  | Dewarick Spencer                      |                     |
| 26e                              | 2017  | Chenzhou                              | Riyadi Club Beyrouth (2)              | 88–59                                 | China Kashgar                         | Darius Adams                          |                     |
| 27e                              | 2018  | Nonthaburi                            | Petrochimi Bandar Imam                | 68–64                                 | Alvark Tokyo                          | Daiki Tanaka                          |                     |
| 28e                              | 2019  | Nonthaburi                            | Alvark Tokyo                          | 98–74                                 | Riyadi Club Beyrouth                  | Alex Kirk                             |                     |
|                                  | 2020  | Non disputée en raison de la Covid 19 | Non disputée en raison de la Covid 19 | Non disputée en raison de la Covid 19 | Non disputée en raison de la Covid 19 | Non disputée en raison de la Covid 19 |                     |
|                                  | 2021  | Non disputée en raison de la Covid 19 | Non disputée en raison de la Covid 19 | Non disputée en raison de la Covid 19 | Non disputée en raison de la Covid 19 | Non disputée en raison de la Covid 19 |                     |
|                                  | 2022  | Non disputée en raison de la Covid 19 | Non disputée en raison de la Covid 19 | Non disputée en raison de la Covid 19 | Non disputée en raison de la Covid 19 | Non disputée en raison de la Covid 19 |                     |
| Ligue des champions d'Asie       |       |                                       |                                       |                                       |                                       |                                       |                     |
| 29e                              | 2024  | Dubaï                                 | Riyadi Club Beyrouth (3)              | 122–96                                | Shabab Al Ahli                        | Wael Arakji                           |                     |
| 30e                              | 2025  | Dubaï                                 | Utsunomiya Brex                       | 94–93                                 | Riyadi Club Beyrouth                  | D.J. Newbill                          |                     |

## Bilan par équipe
| Équipe                     | Champion             | Finaliste                        | Troisième                  |
| -------------------------- | -------------------- | -------------------------------- | -------------------------- |
| Riyadi Club Beyrouth       | 3 (2011, 2017, 2024) | 3 (2016, 2019, 2025)             | 3 (1998, 2009, 2010)       |
| Sagesse                    | 3 (1999, 2000, 2004) |                                  | 1 (2005)                   |
| Al-Rayyan                  | 2 (2002, 2005)       | 5 (2001, 2003, 2008, 2010, 2013) | 4 (2004, 2006, 2007, 2011) |
| Saba Battery Téhéran       | 2 (2007, 2008)       |                                  |                            |
| Mahram Tehran              | 2 (2009, 2010)       | 1 (2011)                         |                            |
| Liaoning Hunters           | 1 (1990)             | 3 (1988, 1992, 1999)             |                            |
| Al-Ittihad                 | 1 (2001)             | 2 (2000, 2002)                   |                            |
| Zain                       | 1 (2006)             | 2 (2005, 2009)                   |                            |
| Al-Wahda                   | 1 (2003)             | 1 (2004)                         | 2 (2001, 2002)             |
| Kia Motors                 | 1 (1992)             | 1 (1997)                         | 1 (1995)                   |
| Bayi Rockets               | 1 (1981)             | 1 (1984)                         |                            |
| Regal                      | 1 (1997)             | 1 (1998)                         |                            |
| Northern Cement            | 1 (1984)             |                                  |                            |
| Swift-PABL                 | 1 (1988)             |                                  |                            |
| Andok's                    | 1 (1995)             |                                  |                            |
| Hapee Toothpaste           | 1 (1996)             |                                  |                            |
| Beijing Hanwei             | 1 (1998)             |                                  |                            |
| Foolad Mahan Isfahan BC    | 1 (2013)             |                                  |                            |
| China Kashgar              | 1 (2016)             |                                  |                            |
| Petrochimi Bandar Imam     | 1 (2018)             |                                  |                            |
| Alvark Tokyo               | 1 (2019)             |                                  |                            |
| Utsunomiya Brex            | 1 (2025)             |                                  |                            |
| Al-Jalaa                   |                      | 2 (2006, 2007)                   |                            |
| Petronas                   |                      | 1 (1995)                         | 1 (1999)                   |
| Nippon Kokan               |                      | 1 (1981)                         |                            |
| Bank of Korea              |                      | 1 (1990)                         |                            |
| Isuzu Lynx                 |                      | 1 (1996)                         |                            |
| Shabab Al Ahli             |                      | 1 (2024)                         |                            |
| Kazma                      |                      |                                  | 2 (1990, 1992)             |
| Apcor                      |                      |                                  | 1 (1981)                   |
| Kuang Hua                  |                      |                                  | 1 (1984)                   |
| Seoul Samsung Thunders     |                      |                                  | 1 (1988)                   |
| Guangdong Southern Tigers  |                      |                                  | 1 (1996)                   |
| ASPAC                      |                      |                                  | 1 (1997)                   |
| Al-Manama                  |                      |                                  | 1 (2000)                   |
| Sangmu Phoenix             |                      |                                  | 1 (2003)                   |
| Al-Wasl                    |                      |                                  | 1 (2008)                   |
| Applied Science University |                      |                                  | 1 (2013)                   |
| Seoul SK Knights           |                      |                                  | 1 (2018)                   |
| Palayesh Naft Abadan       |                      |                                  | 1 (2019)                   |
| Hiroshima Dragonflies      |                      |                                  | 1 (2024)                   |
| Ulaanbaatar Xac Broncos    |                      |                                  | 1 (2025)                   |

## Bilan par pays
| Rang  | Nation      | Or | Argent | Bronze | Total |
| ----- | ----------- | -- | ------ | ------ | ----- |
| 1     | LIB         | 6  | 3      | 4      | 13    |
| 2     | IRI         | 6  | 2      | 2      | 10    |
| 3     | CHN         | 4  | 4      | 1      | 9     |
| 4     | Philippines | 4  | 0      | 1      | 5     |
| 5     | QAT         | 2  | 5      | 4      | 11    |
| 6     | JPN         | 2  | 3      | 1      | 6     |
| 7     | SYR         | 1  | 3      | 2      | 6     |
| 8     | KOR         | 1  | 2      | 4      | 7     |
| 9     | JOR         | 1  | 2      | 1      | 4     |
| 10    | KSA         | 1  | 2      | 0      | 3     |
| 11    | HKG         | 1  | 1      | 0      | 2     |
| 12    | MAS         | 0  | 1      | 1      | 2     |
| 12    | UAE         | 0  | 1      | 1      | 2     |
| 13    | KUW         | 0  | 0      | 2      | 2     |
| 14    | Bahreïn     | 0  | 0      | 1      | 1     |
| 14    | TPE         | 0  | 0      | 1      | 1     |
| 14    | INA         | 0  | 0      | 1      | 1     |
| 14    | MNG         | 0  | 0      | 1      | 1     |
| Total | Total       | 23 | 23     | 24     | 70    |